# 長野県道142号八幡小諸線
長野県道142号八幡小諸線（ながのけんどう142ごう やわたこもろせん）は、長野県佐久市八幡から小諸市に至る一般県道である。

## 概要
長野県佐久市を通る国道142号・八幡交差点から分岐し、千曲川の流れに沿って北上して小諸市の市街地にある市町2丁目の懐古園入口交差点まで続く路線。全体的に2車線未満の隘路が多い。

### 路線データ
- 起点：佐久市八幡（八幡交差点、国道142号交点）
- 終点：小諸市市町2丁目（長野県道40号諏訪白樺湖小諸線交点）

### 主要構造物
- 宮沢トンネル
- 戻り橋

## 路線状況
佐久市内の大部分に加え、小諸駅と懐古園周辺、戻り橋周辺、宮沢トンネル周辺が2車線となっており、それ以外の起点付近、小諸市内の大部分の区間では1.5車線以下の隘路が続く。

### 重複区間
- 長野県道44号下仁田浅科線（町浦橋交差点 - 佐久市桑山）

## 地理

### 通過する自治体
- 佐久市
- 小諸市

### 交差する道路
- 国道142号 - 佐久市八幡（八幡交差点、起点）
- 長野県道438号御牧原蓬田線 - 佐久市蓬田
- 長野県道44号下仁田浅科線 - 佐久市桑山 ※一部重複
- 長野県道40号諏訪白樺湖小諸線 - 小諸市市町2丁目（終点）

### 沿線
- 小諸市総合体育館
- 中棚温泉
- JR小諸駅
- 懐古園
  - 小諸市動物園
  - 小諸城跡